# Споради
Споради, некада познати као Северни Споради (грч.:Σποράδες , енг.:Sporades) су острвље у западном делу Егејског мора, дуж источне обале грчког копна, а у близини већег острва Евбеје и обале Тесалије.
Спораде чини 24 острва, од чега су свега 4 већа и стално насељена:
- Скиатос
- Скопелос
- Алонизос
- Скирос

Прва три острва чине засебан округ Споради у оквиру периферије Тесалије, док четврто, Скирос, припада округу Евбеја у оквиру периферије Средишње Грчке. Острвско становништво, сходно томе, гравитира градовима Волосу и Халкису.

## Округ Споради
Округ Споради обухвата острвски део некадашње префектуре Магнезије. По последњем попису из 2001. године ту је живело око 13,5 хиљада становника на површини од 275 км².
Округ Споради се дели на 3 општине, при чему сваку општину чини једно од 3 већа острва округа са околним острвцима и хридима:
1. Алонизос
2. Скијатос
3. Скопелос

## Збирка слика
- Острво Алонизос
- Острво Скјатос
- Острво Скирос
- Острво Скопелос

## Наводи
- „Скирос - Британика" (опис), 2006. , веб страница: EB-Skyros.